# Équipe du Canada des moins de 20 ans de soccer
Maillots
L'équipe du Canada des moins de 20 ans ou Canada U20 est une sélection de footballeurs de moins de 20 ans au début des deux années de compétition placée sous la responsabilité de l'Association canadienne de soccer.

## Palmarès
- Championnat d'Amérique du Nord, centrale et Caraïbe
  - Vainqueur en 1986 et 1996
  - Finaliste en 1978, 1984, 2003 et 2005
- Jeux de la Francophonie
  - Vainqueur en 1989 (en) et 1997 (en)

## Compétitions internationales

### Résultats en Coupe du monde de football des moins de 20 ans
| Année | Résultat           | MJ            | V             | N             | D             | BP            | BC            | Dif           |
| ----- | ------------------ | ------------- | ------------- | ------------- | ------------- | ------------- | ------------- | ------------- |
| 1977  | Non qualifiée      | Non qualifiée | Non qualifiée | Non qualifiée | Non qualifiée | Non qualifiée | Non qualifiée | Non qualifiée |
| 1979  | Premier tour       | 3             | 1             | 0             | 2             | 2             | 3             | -1            |
| 1981  | Non qualifiée      | Non qualifiée | Non qualifiée | Non qualifiée | Non qualifiée | Non qualifiée | Non qualifiée | Non qualifiée |
| 1983  | Non qualifiée      | Non qualifiée | Non qualifiée | Non qualifiée | Non qualifiée | Non qualifiée | Non qualifiée | Non qualifiée |
| 1985  | Premier tour       | 3             | 0             | 1             | 2             | 0             | 7             | -7            |
| 1987  | Premier tour       | 3             | 0             | 2             | 1             | 4             | 5             | -1            |
| 1989  | Non qualifiée      | Non qualifiée | Non qualifiée | Non qualifiée | Non qualifiée | Non qualifiée | Non qualifiée | Non qualifiée |
| 1991  | Non qualifiée      | Non qualifiée | Non qualifiée | Non qualifiée | Non qualifiée | Non qualifiée | Non qualifiée | Non qualifiée |
| 1993  | Non qualifiée      | Non qualifiée | Non qualifiée | Non qualifiée | Non qualifiée | Non qualifiée | Non qualifiée | Non qualifiée |
| 1995  | Non qualifiée      | Non qualifiée | Non qualifiée | Non qualifiée | Non qualifiée | Non qualifiée | Non qualifiée | Non qualifiée |
| 1997  | Huitième de finale | 4             | 1             | 1             | 2             | 2             | 3             | -1            |
| 1999  | Non qualifiée      | Non qualifiée | Non qualifiée | Non qualifiée | Non qualifiée | Non qualifiée | Non qualifiée | Non qualifiée |
| 2001  | Premier tour       | 3             | 0             | 0             | 3             | 0             | 9             | -9            |
| 2003  | Quart de finale    | 5             | 2             | 0             | 3             | 4             | 6             | -2            |
| 2005  | Premier tour       | 3             | 0             | 1             | 2             | 2             | 7             | -5            |
| 2007  | Premier tour       | 3             | 0             | 0             | 3             | 0             | 6             | -6            |
| 2009  | Non qualifiée      | Non qualifiée | Non qualifiée | Non qualifiée | Non qualifiée | Non qualifiée | Non qualifiée | Non qualifiée |
| 2011  | Non qualifiée      | Non qualifiée | Non qualifiée | Non qualifiée | Non qualifiée | Non qualifiée | Non qualifiée | Non qualifiée |
| 2013  | Non qualifiée      | Non qualifiée | Non qualifiée | Non qualifiée | Non qualifiée | Non qualifiée | Non qualifiée | Non qualifiée |
| 2015  | Non qualifiée      | Non qualifiée | Non qualifiée | Non qualifiée | Non qualifiée | Non qualifiée | Non qualifiée | Non qualifiée |
| 2017  | A venir            | A venir       | A venir       | A venir       | A venir       | A venir       | A venir       | A venir       |
| Total | 0 titre            | 27            | 4             | 5             | 18            | 16            | 50            | -34           |